# Firestorm (film)
Firestorm (風暴) è un film del 2013 diretto da Alan Yuen.

## Trama
Ad Hong Kong, un ispettore di polizia recluta un ex detenuto come informatore per catturare un'agguerrita banda di rapinatori di furgoni blindati. Una escalation di azione con finale a sorpresa.

## Distribuzione
Il film è stato distribuito in Italia a partire dal 3 dicembre 2015 direttamente in home video per conto della CG Entertainment, in collaborazione con la Tucker Film e il Far East Film Festival.

## Riconoscimenti
- 2014 - Hong Kong Film Awards
  - Candidatura per il miglior montaggio a Ron Chan e Kwong Chi-Leung
  - Candidatura come miglior regista esordiente a Alan Yuen
  - Candidatura per le migliori coreografie d'azione a Chin Ka-Lok
  - Candidatura per i migliori effetti speciali/visivi a Yu Kwok-Leung, Lai Man-chun, Ho Kwan-cheung e Lam Ka-Lok